# انتشار الإسلام
يمتد تاريخ انتشار الإسلام إلى حوالي 1442 سنة. أدت الفتوحات الإسلامية التي أعقبت وفاة النبي محمد إلى بداية انطلاق الخلافة الإسلامية، وقيامها بمهمة نشر الإسلام في منطقة جغرافية شاسعة من خلال الفتوحات الإسلامية. وتم تعزيز التحول إلى الإسلام من خلال الأنشطة الدعوية، لا سيما أنشطة وقام بمهمة نشر الدعوة إلى الإسلام الأئمة، الذين اختلطوا مع السكان المحليين لنشر التعاليم الدينية. أدت هذه الخلافة المبكرة، مقترنة بالاقتصاد الإسلامي والتجارة، والعصر الذهبي الإسلامي، وعصر الفتوحات الإسلامية، إلى انتشار الإسلام خارج مكة باتجاه المحيط الهندي والأطلسي والمحيط الهادئ وخلق العالم الإسلامي. لعبت التجارة دورًا مهمًا في انتشار الإسلام في أجزاء عديدة من العالم، وخاصة التجار الهنود في جنوب شرق آسيا.
سرعان ما نشأت الإمبراطوريات والسلالات الإسلامية مثل الأمويين، العباسيين، الفاطميين، المماليك، السلاجقة، والأيوبيين كانوا من بين الأكبر والأقوى في العالم. وسلطنة أجوران وسلطنة العدل، ومملكة مالي الغنية، في شمال أفريقيا، ودلهي، الدكن، وسلطنة البنغال، والمغول ودوراني الامبراطوريات، ومملكة ميسور ونزام من حيدر أباد في شبه القارة الهندية، والغزنويين، الغوريين، السامانيين والتيموريون والصفويون في بلاد فارس والإمبراطورية العثمانية في الأناضول غيروا بشكل كبير مجرى التاريخ. أنشأت شعوب العالم الإسلامي العديد من المراكز المتطورة للثقافة والعلوم مع شبكات تجارية بعيدة المدى ومستكشفون وعلماء وصيادين وعلماء رياضيات وأطباء وفلاسفة، وكلها ساهمت في العصر الذهبي الإسلامي. أدى عصر النهضة التيموري والتوسع الإسلامي في جنوب وشرق آسيا إلى تعزيز الثقافات الإسلامية العالمية والانتقائية في شبه القارة الهندية وماليزيا وإندونيسيا والصين.
بحلول عام 2016، كان هناك 1.6 مليار مسلم، مع واحد من كل أربعة أشخاص في العالم مسلم، مما يجعل الإسلام ثاني أكبر ديانة. من بين الأطفال المولودين من عام 2010 إلى عام 2015، كان 31٪ من المسلمين  ويعتبر الإسلام حاليًا الدين الرئيسي الأسرع نموًا في العالم.

## التاريخ
التوسع العربي الإسلامي في القرون الأولى بعد وفاة محمد أسس سلالات في شمال إفريقيا، وغرب إفريقيا، والشرق الأوسط، وجنوبًا إلى الصومال من قبل أصحاب النبي، وأبرزهم الخلافة الراشدة والفتوحات العسكرية لخالد بن الوليد وعمرو بن العاص وسعد بن أبي وقاص.

### الخلفاء الراشدين والأمويين (610-750 م)
في غضون قرن من ظهور الإسلام في شبه الجزيرة العربية والتوسع السريع اللاحق خلال الفتوحات الإسلامية المبكرة، تم تشكيل واحدة من أهم الإمبراطوريات في تاريخ العالم. بالنسبة لرعايا هذه الإمبراطورية الجديدة، الذين كانوا في السابق رعايا للإمبراطورية البيزنطية المختزلة بشكل كبير ومحو الإمبراطورية الساسانية، لم يتغير الكثير من الناحية العملية. كان الهدف من الفتوحات في الغالب ذا طبيعة عملية، حيث كانت الأراضي الخصبة والمياه شحيحة في شبه الجزيرة العربية. لذلك لم تظهر الأسلمة الحقيقية إلا في القرون اللاحقة.
يميز إيرا م. لابيدوس بين طائفتين منفصلتين من المتحولين في ذلك الوقت: الوثنيون والمشركون من المجتمعات القبلية لشبه الجزيرة العربية والهلال الخصيب والمسيحيين واليهود الأصليين الذين عاشوا بسلام قبل وصول الغزاة المسلمين.
امتدت الإمبراطورية من المحيط الأطلسي إلى بحر آرال، ومن جبال الأطلس إلى هندو كوش، وكان لا يوقفها في الغالب سوى «الحواجز الطبيعية والدول المنظمة جيدًا».

### العباسيون (750–1258)

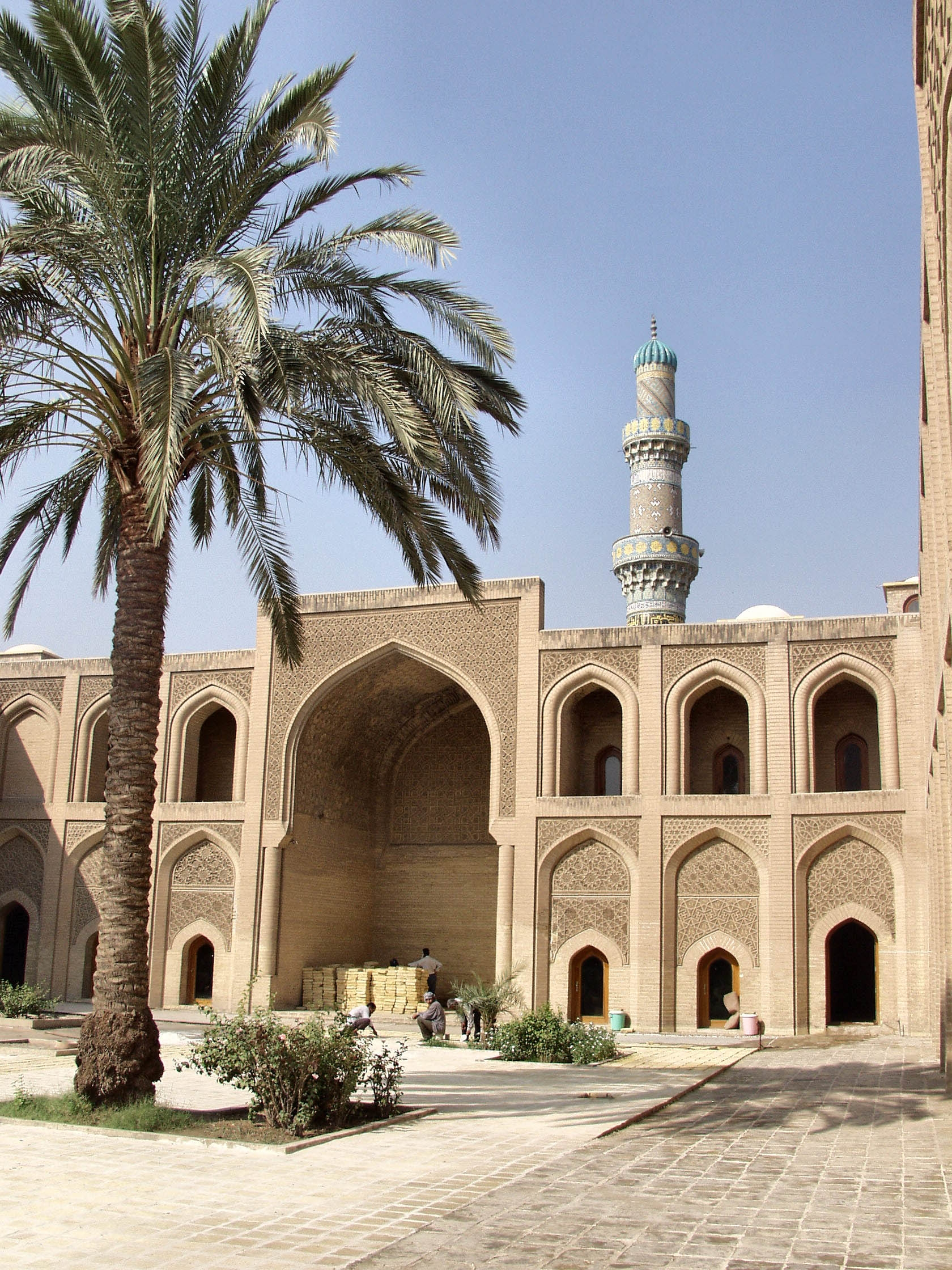
من المعروف أن العباسيون أسسوا بعض أقدم المؤسسات التعليمية في العالم، مثل بيت الحكمة.

حلت الحقبة العباسية محل الإمبراطورية المتوسعة و «السياسات القبلية» لـ «النخبة العربية المتماسكة» مع الثقافة العالمية والتخصصات الإسلامية في العلوم، أصبحت الفلسفة والعقيدة و القانون والتصوف أكثر انتشارًا وحدثت التحولات التدريجية للسكان داخل الإمبراطورية.حدثت تحولات مهمة أيضًا خارج نطاق الإمبراطورية مثل تحولات القبائل التركية في آسيا الوسطى والشعوب التي تعيش في مناطق جنوب الصحراء في إفريقيا من خلال الاتصال بالتجار المسلمين الناشطين في المنطقة والطريقة الصوفية. في إفريقيا، انتشر على طول ثلاث طرق، عبر الصحراء عبر المدن التجارية مثل تمبكتو، أعلى وادي النيل عبر السودان حتى أوغندا وعبر البحر الأحمر وهبوطًا شرق إفريقيا عبر مستوطنات مثل مومباسا وزنجبار.كانت هذه التحويلات الأولية ذات طبيعة مرنة.

تتنوع أسباب تحول جزء كبير من السكان إلى الإسلام بحلول نهاية القرن العاشر. وبحسب المؤرخ البريطاني اللبناني ألبرت حوراني، قد يكون ذلك من بين الأسباب
«أصبح الإسلام أكثر تحديدًا، وأصبح الخط الفاصل بين المسلمين وغير المسلمين أكثر وضوحًا. يعيش المسلمون الآن ضمن نظام متطور من الطقوس والعقيدة والقانون يختلف بشكل واضح عن غير المسلمين. (...] تم تحديد مكانة المسيحيين واليهود والزرادشتيين بدقة أكبر، وفي بعض النواحي كانت أقل شأنا. كانوا يُنظر إليهم على أنهم» أهل الكتاب«، أولئك الذين يمتلكون كتابًا موحى به، أو» أهل العهد«، الذين أبرمت معهم مواثيق الحماية. بشكل عام، لم يُجبروا على التحول، لكنهم عانوا من القيود.دفعوا ضريبة خاصة؛ لم يكن من المفترض أن يرتدوا ألوانًا معينة؛ لا يمكنهم الزواج من المسلمات..»
كانت معظم هذه القوانين عبارة عن صياغة لقوانين أساسية تتعلق بغير المسلمين في القرآن. لا يقدم القرآن الكثير من التفاصيل حول السلوك الصحيح مع غير المسلمين، من حيث المبدأ الاعتراف بدين «أهل الكتاب» (اليهود والنصارى وأحيانًا غيرهم أيضًا) وتأمين ضريبة منفصلة عنهم بدلًا من الزكاة المفروضة على الرعايا المسلمين. يشير إيرا إم لابيدوس إلى «المصطلحات المتشابكة للمنافع السياسية والاقتصادية وثقافة ودين متطور» باعتبارها جذابة للجماهير. يكتب أن:
«لطالما ولّد السؤال عن سبب اعتناق الناس للإسلام شعورًا قويًا. اعتقدت الأجيال السابقة من العلماء الأوروبيين أن التحول إلى الإسلام تم بحد السيف، وأن الشعوب التي تم فتحها أعطيت خيار التحول أو الموت. من الواضح الآن أن التحول بالقوة، رغم أنه غير معروف في البلدان الإسلامية، كان في الواقع نادرًا. كان الفاتحون المسلمون عادةً يرغبون في الهيمنة بدلاً من التحول إلى الإسلام، وكانت معظم التحولات إلى الإسلام طوعية. (...) في معظم الحالات، تمتزج الدوافع الدنيوية والروحية للتحول معًا. علاوة على ذلك، فإن التحول إلى الإسلام لا يعني بالضرورة تحولًا كاملاً من حياة قديمة إلى حياة جديدة تمامًا. في حين أنه استلزم قبول المعتقدات الدينية الجديدة والعضوية في مجتمع ديني جديد، إلا أن معظم المتحولين احتفظوا بارتباط عميق بالثقافات والمجتمعات التي أتوا منها.»
ويشير إلى أن نتيجة ذلك يمكن رؤيتها في تنوع المجتمعات الإسلامية اليوم، بمظاهر وممارسات متباينة للإسلام. جاء التحول إلى الإسلام أيضًا نتيجة لانهيار المجتمعات المنظمة تاريخيًا دينيًا: مع إضعاف العديد من الكنائس، على سبيل المثال، وتفضيل الإسلام وهجرة أعداد كبيرة من الأتراك المسلمين إلى مناطق الأناضول والبلقان، تم تعزيز «الأهمية الاجتماعية والثقافية للإسلام» وتم تعزيز عدد كبير من الشعوب. محولة.وقد نجح هذا الأمر بشكل أفضل في بعض المناطق (الأناضول) وأقل في مناطق أخرى (مثل البلقان، حيث «كان انتشار الإسلام محدودًا بسبب حيوية الكنائس المسيحية»).
إلى جانب دين الإسلام، انتشرت اللغة العربية ونظام الأرقام والعادات العربية في جميع أنحاء الإمبراطورية. نما الشعور بالوحدة بين العديد من المحافظات وليس جميعها، مما شكل تدريجياً وعي السكان العرب المسلمين على نطاق واسع: شيء كان معروفًا أنه عالم إسلامي ظهر بحلول نهاية القرن العاشر. طوال هذه الفترة، وكذلك في القرون التالية، حدثت الانقسامات بين الفرس والعرب، والسنة والشيعة، كما أدت الاضطرابات في المحافظات إلى مكين الحكام المحليين في بعض الأحيان.

#### التحويل داخل الإمبراطورية: «منحنى التحويل»
يُظهر «منحنى التحويل» ل ريتشارد بوليت معدل تحول منخفض نسبيًا للمواضيع غير العربية خلال الفترة المركزية العربية الأموية بنسبة 10 ٪، على عكس التقديرات المتعلقة بالتعددية الثقافية السياسية العباسية الفترة التي شهدت نمو عدد السكان المسلمين من تقريبًا. 40٪ في منتصف القرن التاسع لتقترب من 100٪ بنهاية القرن الحادي عشر. لا تفسر هذه النظرية استمرار وجود أقليات كبيرة من المسيحيين في العصر العباسي. تشير تقديرات أخرى إلى أن المسلمين لم يكونوا أغلبية في مصر حتى منتصف القرن العاشر وفي منطقة الهلال الخصيب حتى عام 1100. ربما كان لسوريا أغلبية مسيحية داخل حدودها الحديثة حتى الغزوات المغولية في القرن الثالث عشر.

### ظهور السلاجقة والعثمانيين (950-1450)
استمر توسع الإسلام في أعقاب الفتوحات التركية ل آسيا الصغرى والبلقان وشبه القارة الهندية. شهدت الفترة السابقة أيضًا تسارعًا في معدل التحولات في قلب المنطقة الإسلامية بينما في أعقاب الفتوحات احتفظت المناطق التي تم احتلالها حديثًا بعدد كبير من السكان غير المسلمين على عكس المناطق التي تقلصت فيها حدود العالم الإسلامي، مثل إمارة صقلية (إيطاليا) والأندلس (إسبانيا والبرتغال)، حيث تم طرد السكان المسلمين أو إجبارهم على التنصير في وقت قصير. تميزت الفترة الأخيرة من هذه المرحلة بـ الغزو المغولي (ولا سيما سقوط بغداد عام 1258) وبعد فترة أولية من الاضطهاد، تحول هؤلاء الفاتحون إلى دين الإسلام.

### الدولة العثمانية (1299–1924)

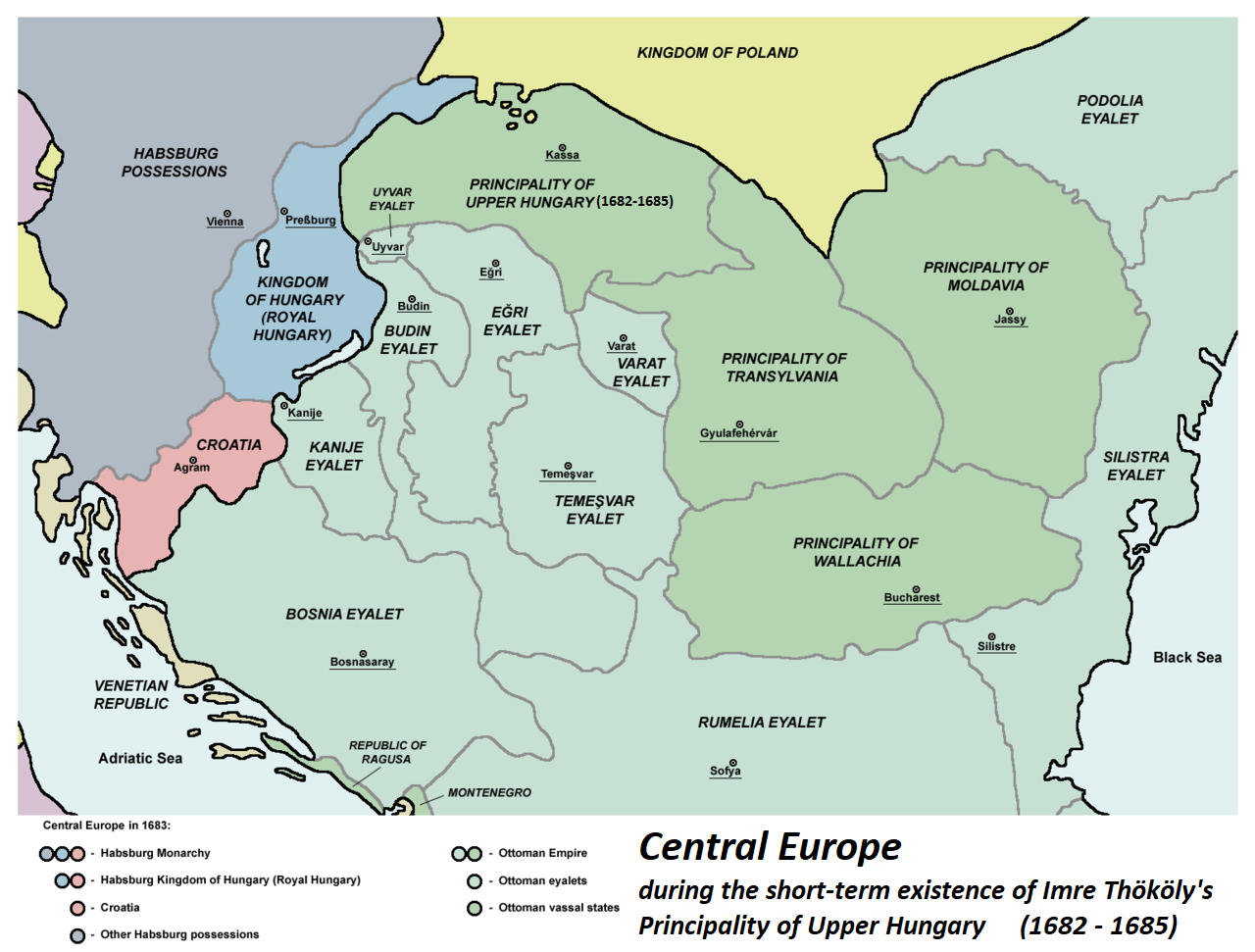
أقاليم في وسط أوروبا تحت الدولة العثمانية ، 1683 م.

دافعت الدولة العثمانية عن حدودها في البداية ضد التهديدات من عدة جهات: الصفويين على الجانب الشرقي، الإمبراطورية البيزنطية في الشمال التي اختفت مع فتح القسطنطينية عام 1453، والقوى الكاثوليكية العظمى من البحر الأبيض المتوسط: إسبانيا، والرومان المقدس الإمبراطورية، والبندقية مع مستعمراتها في شرق البحر الأبيض المتوسط.
في وقت لاحق، شرعت الإمبراطورية العثمانية في فتح الأراضي من هؤلاء المنافسين: فقد فقدت البندقية قبرص والجزر اليونانية الأخرى (باستثناء جزيرة كريت) لصالح العثمانيين، وغزا الأخيرون أراضي حتى حوض الدانوب حتى المجر. تم احتلال جزيرة كريت خلال القرن السابع عشر، لكن العثمانيين فقدوا المجر لصالح الإمبراطورية الرومانية المقدسة وأجزاء أخرى من أوروبا الشرقية، وانتهت بـ معاهدة كارلوفجة في عام 1699.
ألغيت السلطنة العثمانية في 1 نوفمبر 1922 وألغيت الخلافة في 3 مارس 1924.

### حديث
استمر الإسلام في الانتشار من خلال التجارة والهجرة. خاصة في جنوب شرق آسيا وأمريكا وأوروبا.

## الديمغرافيا والانتشار
أظهرت دراسة شاملة من سنة 2009 لمئتين واثنين وثلاثين دولة ومنطقة، أن 23% من إجمالي سكان العالم، أي حوالي 1.6 مليار نسمة، يعتنقون الدين الإسلامي. وتتراوح نسبة معتنقي المذهب السنّي من هؤلاء بين 87% و 90%، ومعتنقي المذهب الشيعي بين 10% و 13%، أما المذاهب الأخرى الباقية فيعتنقها أقليّة من الناس. كذلك تبين أن حوالي 50 دولة في العالم يُشكل المسلمون أغلبية سكانها، وأن العرب يشكلون 20% من مسلمي العالم.
يعيش أغلب المسلمين في قارتيّ أفريقيا وآسيا، وحوالي 62% منهم يسكن القارة الأخيرة، حيث تأوي إندونيسيا وباكستان والهند وبنغلاديش ما يزيد عن 683 مليون مسلم. وفي الشرق الأوسط، تُعتبر تركيا وإيران أكبر دولتين غير عربيتين يُشكل المسلمون أغلب سكانها؛ أما في أفريقيا فإن مصر ونيجيريا هي أكبر الدول الإسلامية. ويعيش 73% من المسلمين في دول ذات أغلبية مسلمة مقابل 27% كأقليات دينية.
الأقلية المسلمة في الهند هي أكبر أقلية مسلمة في العالم حيث تبلغ نسبتهم 14% (أي؛ 176 مليون نسمة) من مجمل السكان. يقول معظم الخبراء أن عدد المسلمين في جمهورية الصين الشعبية يتراوح بين 20 و 30 مليون (بين 1.5% و 2% من إجمالي عدد السكان). إلا أن البيانات التي قدمها مركز الإحصاء السكاني التابع لجامعة ولاية سان دييگو إلى مجلة «الأخبار الأمريكية والتقارير العالمية» (بالإنجليزية: U.S. News & World Report)‏، تفيد أن عدد المسلمين في الصين يصل إلى 65.3 ملايين مسلم. ويصل عدد المسلمين في كل أوروبا، عدا تركيا، إلى 44 مليون نسمة، أي ما يُشكل حوالي 6% من إجمالي سكان أوروبا. ويُعتبر الإسلام ثاني أكثر الديانات انتشارًا بعد المسيحية في معظم الدول الأوروبية، وهو في طريقه ليحتل ذات المركز في الأمريكيتين (4.2 مليون أو 1.1% من مجمل السكان)، حيث يتراوح عدد المسلمين في الولايات المتحدة فقط، وفق بعض المصادر، بين 2,454,000 و 7 ملايين نسمة.
أما أكبر خمس عشرة دولة إسلامية من حيث عدد السكان فهي:
| المرتبة | الدولة    | الجمهرة     | نسبة المسلمين | الطائفة السائدة | المذهب السائد    |
|         |           | 123         | 123           | 123             | 123              |
| ------- | --------- | ----------- | ------------- | --------------- | ---------------- |
| 1       | إندونيسيا | 228,582,000 | 86.1%         | السنّي           | الشافعية         |
| 2       | باكستان   | 172,800,000 | 97%           | السنّي           | الحنفيّة          |
| 3       | بنغلاديش  | 162,221,000 | 89%           | السنّي           | الحنفيّة          |
| 4       | نيجيريا   | 154,279,000 | 50%           | السنّي           | المالكية         |
| 5       | مصر       | 77,100,000  | 90%           | السنّي           | الحنفية          |
| 6       | تركيا     | 71,517,100  | 98.0% - 99.8% | السنّي           | الحنفيّة          |
| 7       | إيران     | 70,495,782  | 98%           | الشيعي          | الجعفرية         |
| 8       | السودان   | 39,379,358  | 96%           | السنّي           | المالكية         |
| 9       | الجزائر   | 33,769,669  | 99%           | السنّي           | المالكية         |
| 10      | أفغانستان | 32,738,376  | 99%           | السنّي           | الحنفيّة          |
| 11      | المغرب    | 33,723,418  | 99%           | السنّي           | المالكية         |
| 12      | العراق    | 31,234,000  | 97%           | الشيعي/السنّي    | الجعفرية/الحنفيّة |
| 13      | ماليزيا   | 27,730,000  | 60.4%         | السنّي           | الشافعية         |
| 14      | السعودية  | 27,601,038  | 100%          | السنّي           | الحنبلية         |
| 15      | أوزبكستان | 27,372,000  | 88%           | السنّي           | الحنفيّة          |

### اقتباسات
1. ↑  The preaching of Islam: a history of the propagation of the Muslim faith By Sir Thomas Walker Arnold, pp.125-126
2. ↑  Gibbon, ci, ed. Bury, London, 1898, V, 436
3. ↑  Berkey, pg. 101-102
4. ↑  "Eastern Islam and the 'clash of civilizations'". Los Angeles Times. مؤرشف من الأصل في 2018-10-21. اطلع عليه بتاريخ 2015-02-15.
5. ↑  "Executive Summary". The Future of the Global Muslim Population. Pew Research Center. مؤرشف من الأصل في 2020-12-07. اطلع عليه بتاريخ 2011-12-22.
6. ↑  "Table: Muslim Population by Country | Pew Research Center's Religion & Public Life Project". Features.pewforum.org. 27 يناير 2011. مؤرشف من الأصل في 2013-08-01. اطلع عليه بتاريخ 2014-07-23.
7. ↑  Hallaq، Wael (2009). An introduction to Islamic law. مطبعة جامعة كامبريدج. ص. 1. ISBN:9780521678735.
8. ↑  "Religion and Public Life". Pew Research Center. مؤرشف من الأصل في 2020-12-07. اطلع عليه بتاريخ 2016-04-16.
9. ↑  "The Changing Global Religious Landscape". Pew Research Center's Religion & Public Life Project (بالإنجليزية الأمريكية). 5 Apr 2017. Archived from the original on 2020-11-30. Retrieved 2018-02-15.
10. ↑  "Main Factors Driving Population Growth". Pew Research Center's Religion & Public Life Project (بالإنجليزية الأمريكية). 2 Apr 2015. Archived from the original on 2020-12-01. Retrieved 2018-10-23.
11. ↑  Burke، Daniel (4 أبريل 2015). "The world's fastest-growing religion is..." CNN. مؤرشف من الأصل في 2020-11-25. اطلع عليه بتاريخ 2015-04-18.
12. ↑  Lippman, Thomas W. (7 أبريل 2008). "No God But God". U.S. News & World Report. مؤرشف من الأصل في 2020-11-16. اطلع عليه بتاريخ 2013-09-24. Islam is the youngest, the fastest growing, and in many ways the least complicated of the world's great monotheistic faiths. It is based on its own holy book, but it is also a direct descendant of Judaism and Christianity, incorporating some of the teachings of those religions—modifying some and rejecting others.
13. 1 2 3 4  Goddard, pg.126-131
14. ↑  Hourani, pg.22-24
15. 1 2  Lapidus, 200-201
16. 1 2 3  توسع الإسلام: p.207
17. 1 2  Hourani, pg.41-48
18. ↑  "Ira M. Lapidus". Wikipedia (بالإنجليزية). 30 Mar 2023.
19. 1 2  Lapidus, 271.
20. ↑  حوراني ، ص 54
21. ↑  Tobin 113-115
22. ↑  Hourani, pg.221,222
23. ↑  Hakan Ozoglu (24 يونيو 2011). From Caliphate to Secular State: Power Struggle in the Early Turkish Republic. ABC-CLIO. ص. 8. ISBN:978-0-313-37957-4. مؤرشف من الأصل في 2020-10-16. اطلع عليه بتاريخ 2013-06-08.
24. ↑  "Islām". Encyclopædia Britannica Online. مؤرشف من الأصل في 2015-05-04. اطلع عليه بتاريخ 2010-08-25.
25. 1 2 3  Miller (2009)
26. ↑  "Mapping the Global Muslim Population: A Report on the Size and Distribution of the World's Muslim Population". مركز بيو للأبحاث. 7 أكتوبر 2009. مؤرشف من الأصل في 2013-07-30. اطلع عليه بتاريخ 2010-08-24.
27. ↑  Miller (2009), p.11
28. ↑  Ba-Yunus، Ilyas (2006). Muslims in the United States. Greenwood Publishing Group. ص. 172. ISBN:0313328250, 9780313328251page=1. مؤرشف من الأصل في 2020-03-08. اطلع عليه بتاريخ 2010-08-25. {{استشهاد بكتاب}}: |archive-date= / |archive-url= timestamp mismatch (مساعدة)، الوسيط author-name-list parameters تكرر أكثر من مرة (مساعدة)، وتأكد من صحة |isbn= القيمة: حرف غير صالح (مساعدة)
29. ↑  "Islam: An Overview in Oxford Islamic Studies Online". Oxfordislamicstudies.com. 6 مايو 2008. مؤرشف من الأصل في 2018-10-19. اطلع عليه بتاريخ 2010-05-16.
30. ↑  Secrets of Islam – يو إس نيوز. Information provided by the International Population Center, Department of Geography, جامعة سان دييغو الحكومية (2005). "نسخة مؤرشفة". مؤرشف من الأصل في 2013-10-29. اطلع عليه بتاريخ 2010-10-02.{{استشهاد ويب}}:  صيانة الاستشهاد: BOT: original URL status unknown (link)
31. ↑  Miller (2009), pp.15,17
32. ↑  "Number of Muslim by country". nationmaster.com. مؤرشف من الأصل في 2014-01-29. اطلع عليه بتاريخ 2007-05-30.
33. 1 2 3 4 5  THE GLOBAL RELIGIOUS LANDSCAPE: Muslims نسخة محفوظة 15 يناير 2018 على موقع واي باك مشين.
34. ↑  "CIA – The World Factbook – China". Cia.gov. مؤرشف من الأصل في 2019-05-15. اطلع عليه بتاريخ 2009-06-15.
35. ↑  "China (includes Hong Kong, Macau, and Tibet)". State.gov. مؤرشف من الأصل في 2012-01-19. اطلع عليه بتاريخ 2009-06-15.
36. ↑  "NW China region eyes global Muslim market". China Daily. 9 يوليو 2008. مؤرشف من الأصل في 2018-09-19. اطلع عليه بتاريخ 2009-07-14.
37. ↑  "Muslim Media Network". Muslim Media Network. 24 مارس 2008. مؤرشف من الأصل في 2008-03-27. اطلع عليه بتاريخ 2009-07-14.
38. ↑  Secrets of Islam, يو إس نيوز. Information provided by the International Population Center, Department of Geography, جامعة سان دييغو الحكومية. "نسخة مؤرشفة". مؤرشف من الأصل في 2013-10-29. اطلع عليه بتاريخ 2010-10-02.{{استشهاد ويب}}:  صيانة الاستشهاد: BOT: original URL status unknown (link)
39. ↑  انظر:

  - Esposito (2004) pp.2,43
  - "Islamic World". Encyclopaedia Britannica Online. {{استشهاد بموسوعة}}: الوسيط |تاريخ الوصول بحاجة لـ |مسار= (مساعدة)

"Major Religions of the World Ranked by Number of Adherents". Adherents.com. مؤرشف من الأصل في 2020-02-12. اطلع عليه بتاريخ 2007-01-09.
  - "Muslims in Europe: Country guide". BBC News. BBC. 23 ديسمبر 2005. مؤرشف من الأصل في 2017-09-07. اطلع عليه بتاريخ 2006-09-28.
  - "Religion In Britain". National Statistics. Office for National Statistics. 13 فبراير 2003. مؤرشف من الأصل في 2011-08-04. اطلع عليه بتاريخ 2006-08-27.
40. ↑  "United States". مؤرشف من الأصل في 2014-09-05. اطلع عليه بتاريخ 2013-05-02.
41. ↑  "Demographics". مؤرشف من الأصل في 2019-04-05. اطلع عليه بتاريخ 2013-05-02.
42. ↑  The Mosque in America: A National Portrait Council on American-Islamic Relations (CAIR). April 26, 2001. Retrieved on 2010-08-01. نسخة محفوظة 04 فبراير 2013 على موقع واي باك مشين. [وصلة مكسورة]
43. ↑  "Indonesia: International Religious Freedom Report 2007". Indonesia Census 2000 - CIA World Factbook. مؤرشف من الأصل في 2019-04-30. اطلع عليه بتاريخ 2008-10-31.
44. ↑  Population Reference Bureau: 2008 Data Sheet نسخة محفوظة 19 ديسمبر 2017 على موقع واي باك مشين.
45. ↑  "Population by religion" (PDF). Population Census Organization, Government of Pakistan. مؤرشف من الأصل (PDF) في 2010-09-22. اطلع عليه بتاريخ 2008-02-13.
46. ↑  UN Estimate
47. ↑  UN Estimate
48. ↑  The World Fact Book: Nigeria نسخة محفوظة 05 يناير 2018 على موقع واي باك مشين.
49. ↑  CIA World Factbook – Nigeria. نسخة محفوظة 05 يناير 2018 على موقع واي باك مشين.
50. ↑  Central Agency for Population Mobilisation and Statistics - Population Clock (July 2008) نسخة محفوظة 22 أكتوبر 2012 على موقع واي باك مشين. [وصلة مكسورة]
51. ↑  CIA Factbook -Egypt. نسخة محفوظة 22 ديسمبر 2017 على موقع واي باك مشين.
52. ↑  Population Register System (2008 census). Results announced on January 20, 2008. نسخة محفوظة 17 نوفمبر 2016 على موقع واي باك مشين.
53. ↑  CIA World Factbook – Turkey. نسخة محفوظة 02 يناير 2018 على موقع واي باك مشين.
54. ↑  Statistical Center of IRAN نسخة محفوظة 14 نوفمبر 2009 على موقع واي باك مشين.
55. ↑  CIA World Factbook – Iran. نسخة محفوظة 20 يناير 2018 على موقع واي باك مشين.
56. ↑  CIA World Factbook – Sudan. نسخة محفوظة 04 يناير 2018 على موقع واي باك مشين.
57. ↑  CIA World Factbook Algeria نسخة محفوظة 26 يناير 2018 على موقع واي باك مشين.
58. ↑  Bureau of Near Eastern Affairs – Background Note: Algeria. نسخة محفوظة 20 يناير 2018 على موقع واي باك مشين.
59. ↑  "CIA World Factbook - Afghanistan". مؤرشف من الأصل في 2009-05-13. اطلع عليه بتاريخ 2008-06-05.
60. ↑  Bureau of South and Central Asian Affairs – Background Note: Afghanistan. نسخة محفوظة 11 يناير 2018 على موقع واي باك مشين.
61. ↑  CIA World Factbook – Morocco. نسخة محفوظة 26 يناير 2018 على موقع واي باك مشين.
62. ↑  "CIA World Factbook - Iraq". 15 أبريل 2007. مؤرشف من الأصل في 2018-12-24. اطلع عليه بتاريخ 2008-05-01.
63. ↑  CIA World Factbook – Iraq. نسخة محفوظة 28 ديسمبر 2017 على موقع واي باك مشين.
64. ↑  "Population (Updated 5 September 2008)". Department of Statistics Malaysia. 5 سبتمبر 2008. مؤرشف من الأصل في 2008-11-18. اطلع عليه بتاريخ 2008-09-20.
65. ↑  Department of Statistics Malaysia. نسخة محفوظة 14 نوفمبر 2007 على موقع واي باك مشين. [وصلة مكسورة]
66. ↑  CIA - The World Factbook - Saudi Arabia نسخة محفوظة 20 يناير 2018 على موقع واي باك مشين.
67. ↑  International Religious Freedom Report 2007 – Saudi Arabia. نسخة محفوظة 19 يناير 2012 على موقع واي باك مشين.
68. ↑  CIA World Factbook – Uzbekistan. نسخة محفوظة 23 ديسمبر 2017 على موقع واي باك مشين.